# Eryalus
Eryalus is een kevergeslacht uit de familie van de boktorren (Cerambycidae). De wetenschappelijke naam van het geslacht werd voor het eerst geldig gepubliceerd in 1888 door Pascoe.

## Soorten
Eryalus is monotypisch en omvat slechts de volgende soort:
- Eryalus tigrinus (Thomson, 1878)